# 鬼打鬼
《鬼打鬼》，是1980年上映的香港惊悚恐怖片，由洪金宝自導自演。上映日期為1980年12月24日至1981年1月8日，錄得票房5,675,626港币。

## 剧情
车夫张大胆和妻子睡在床上，做了一个梦，梦见自己喝醉酒，在路上遇到两个鬼，一个老鬼，一个中年鬼，两鬼缠住张大胆想借他投胎。张大胆惊醒，吓出一身冷汗。
梦醒后，张大胆出去喝茶，朋友和他打赌，晚上削苹果皮。谁输了谁请客喝茶。结果他把苹果皮削断了，他朋友伪装成女鬼来吓唬他，结果被他痛殴一顿。就这时候，镜子里真的出了一个女鬼，把他朋友拉了进去，张大胆回来一看，朋友不见了，左寻右找，还是找不到，女鬼这时候伸出爪子来抓他，被他一刀割断手臂，然后用凳子把镜子杂碎了，这时候房子左摇右晃，马上就要倒塌了，张大胆纵身跃出房子，房子倒塌了。
一日，张大胆在外头喝豆腐脑，喝完之后跑回家，看到家门口有人在往自己家里瞧，他跑过去一看，原来自己妻子和奸夫在偷情，而奸夫就是谭老板，经常照顾他拉车生意的地主。等张大胆撞开门，奸夫谭老板早就越窗而逃，只留下一只鞋子被张大胆拿到。谭老板回家之后，起了杀心，因张大胆武功了得，他师爷便请了茅山师傅钱真人，想借茅山术杀了张大胆。
钱真人接到银子，愿意帮助谭老板杀张大胆。钱真人叫一个人设计诱惑张大胆到马家祠堂睡觉，他去马家祠堂睡觉的路上遇到许真人，钱真人的师弟。许真人告诉他，如果他去睡觉，会被杀死的。接著又告诉他，他在马家祠堂睡觉，一更没事，二更就爬到正梁，三更会很静，四更就躺倒棺材下面，五更天大亮，就没事了。第二天，张大胆果然全身而回，但是那人又打赌，张大胆去再睡一个晚上，许真人告诉他，买五十个鸡蛋，一盆狗血和鸡血，棺材一动，他就扔一个鸡蛋下去，第二次，张大胆又全身而回。
当张大胆回家，看到又有人在屋子外张望，他以为妻子又在偷情，撞开门，结果发现家中一片狼藉，地上有一滩疑是妻子的血液，妻子也已失踪。捕快立马来到，说他杀妻，把他抓了起来。张大胆在牢里把狱卒骗过来，抢过钥匙逃了出去。他跑到一处破屋，屋内有具死尸，夜里便睡在了死尸旁边。半夜里，死尸吸了他的人气，他做什么，死尸也做什么。而后死尸又碰到黑猫成了僵尸，张大胆只得逃了出去，路上碰到捕快，趁着捕快对付死尸，张大胆又逃到了义庄，许真人正好在这。许真人把他藏匿在棺材里，躲过了捕快的追捕。张大胆从此就跟着许真人混迹江湖。
之后的某日，他们办完事后到餐馆去吃午餐，被钱真人看到，钱真人立马就做法，使得张大胆没吃饭反而開始搅乱。许真人跑过去打乱了钱真人的做法，两人师兄弟情谊破裂。当许真人跑回来，看到捕快在和张大胆打架，便用茅山术使得捕快互相打斗，张大胆趁机溜走了。许真人查知谭老板在做法杀害他，为了救张大胆，许真人收他为徒，在他全身画满了符咒。钱真人开坛做法欲害张大胆卻没有效果，又驱使3个恶鬼追杀张大胆，不过依然被许真人破了法术，还被他们得知了开坛地点。许真人和张大胆立马赶到长生客栈，和师兄斗法。两人在高坛上做法，钱真人请神，哪吒太子附身在他的弟子身上，许真人也请神，孙悟空附身在张大胆身上，打斗几回合后，哪吒太子战败。钱真人又请到吕洞宾附身在谭老板身上，许真人请到红孩儿附身在张大胆身上，两人打斗数回合后，吕洞宾打赢了红孩儿，危急关头幸亏张大胆把谭老板的鞋子扔给许真人做法才解围。钱真人又用三味真火欲烧死师弟许真人，张大胆见此用刀砍坏钱真人神坛，许真人趁机引火烧死了钱真人，而许真人自己也因力竭跌落神坛而死。这时张大胆老婆跑来哭诉欲求原谅，反被张大胆识破将其抛入火堆。

## 演员
| 演员   | 角色       | 备注                                     |
| 洪金宝 | 张大胆     | 车夫。                                   |
| 钟发   | 徐真人     | 茅山道士，为人正直。                     |
| 陈龙   | 钱真人     | 許真人的师兄，滥用茅山术生财。           |
| 林正英 | 捕头       | 武功不错，胆子不大，好面子。             |
| 梁雪薇 | 张大胆妻子 | 为人放荡，与谭老爷通奸。                 |
| 黄虾   | 谭老爷     |                                          |
| 张嘉年 | 柳师爷     | 谭老爷的师爷，被吕洞宾上身的谭老爷杀死。 |
| 元彪   | 殭屍       | 吸张大胆陽氣而復活                       |
| 刘秋生 | 看守       |                                          |
| 杜少明 |            |                                          |
| 午马   | 花老九     |                                          |